# Sheriff S. Sisay
Sheriff Saikouba Sisay GORG (* 1935 in Niamina, Gambia; † 4. März 1989 in London) war ein gambischer Politiker der Fortschrittlichen Volkspartei PPP (People’s Progressive Party), der unter anderem zwischen 1962 und 1967 Finanzminister, von 1967 bis 1968 Außenminister sowie zuletzt zwischen 1982 und seinem Tode 1989 Minister für Finanzen und Handel war.

## Leben
Sheriff Saikouba Sisay war neben Sheriff Dibba und anderen späteren führenden Politikern Absolvent der nach Gouverneur Cecil Hamilton Armitage benannten Armitage High School. Er wurde bei den Parlamentswahlen in Britisch-Gambia 1960 als Kandidat der Fortschrittlichen Volkspartei PPP (People’s Progressive Party) im Wahlkreis Niamina mit 3094 Stimmen (68,07 Prozent) erstmals zum Mitglied des Repräsentantenhauses (House of Representatives) gewählt. Bei den darauf folgenden Parlamentswahlen in Britisch-Gambia 1962 wurde er für die PPP im Wahlkreis Niamina wiedergewählt und errang dieses Mal 2787 Stimmen (76,11 Prozent). Im Anschluss wurde er im Juni 1962 von Premierminister Dawda Jawara in dessen erstes Kabinett berufen und bekleidete in diesem bis zu seiner Ablösung durch Sheriff Dibba im Dezember 1967 das Amt des Finanzministers. Als solcher gehörte er zu den Unterzeichnern des Gambia Independence Act 1964, am das am 17. Dezember 1964 in Kraft trat und mit dem die Vorbereitungen für die vollständige Unabhängigkeit Gambias sowie die Aufnahme in den Staatenbund Commonwealth of Nations getroffen wurden.
Bei den Parlamentswahlen in Gambia am 26. Mai 1966 wurde Sisay mit 4164 Stimmen (70,95 Prozent) im Wahlkreis Niamina wieder zum Mitglied des Repräsentantenhauses gewählt. Im Anschluss übernahm er im Dezember 1967 im Zuge einer Kabinettsumbildung von Alieu Badara N’Jie das Amt des Außenministers, das er bis zu seiner Ablösung durch Assan Musa Camara im Rahmen einer neuerlichen Kabinettsumbildung im Januar 1968 innehatte. Am 1. September 1968 wurde er zusammen mit drei anderen Regierungsmitgliedern (Paul L. Baldeh, Yusupha S. Samba und Kebba C. A. Kah) aus der PPP ausgeschlossen. Im Oktober 1968 gründete er gemeinsam mit Baldeh, Samba und Kah die Fortschrittliche Volksallianz PPA (People’s Progressive  Alliance). Nach dem Tode Baldehs und dem Wiedereintritt Kahs zur PPP, führten auch Samba und Sisay Gespräche mit Jawara 1970 Gespräche mit Premierminister Jawara. Im Dezember 1971 traten er und Samba wieder der PPP bei.
Im Mai 1982 übernahm Sheriff S. Sisay als Nachfolger von Saihou S. Sabally im neugebildeten Kabinett Jawara V das Amt als Minister für Finanzen und Handel und bekleidete dieses Ministeramt auch in dem am 11. März 1987 gebildeten Kabinett Jawara VI bis zu seinem Tode am 4. März 1989, woraufhin Saihou S. Sabally wieder seine Nachfolge antrat.

## Familie
Die Juristin und Politikerin Hawa Sisay-Sabally ist die Tochter von Sheriff S. Sisay.

## Auszeichnungen und Ehrungen
- Jahr nicht bekannt: Grand Officer of the Order of the Republic of The Gambia (GORG)[6]